# Mastigogomphus pinheyi
Mastigogomphus pinheyi – gatunek ważki z rodziny gadziogłówkowatych (Gomphidae). Znany tylko z okazów typowych – dwóch samców odłowionych w 1951 roku w Lesie Kakamega w zachodniej Kenii.